# Franz II của Thánh chế La Mã
Franz II (tiếng Anh: Francis II; 12 tháng 2 năm 1768 – 2 tháng 3 năm 1835) là Hoàng đế cuối cùng của Đế quốc La Mã Thần thánh (1792 – 1806) với đế hiệu là Franz II. Sau đó ông tuyên bố lập ra Đế quốc Áo từ hệ thống các lãnh thổ của Quân chủ Habsburg, trong đó có Đại Công quốc Áo, Vương quốc Hungary, Lãnh thổ vương quyền Bohemia, Vương quốc Galicia và Lodomeria, Vương quốc Lombardia–Veneto... và trở thành hoàng đế đầu tiên của đế chế này với đế hiệu Franz I (1804 – 1835). Ông lên ngôi hoàng đế Áo là để đáp lại việc Napoléon Bonaparte xưng mình là hoàng đế của Pháp và lập ra Đệ Nhất Đế chế Pháp. Ngay sau khi Napoléon thành lập Liên bang Rhein, Franz đã tuyên bố thoái vị khỏi ngai vàng của Đế quốc La Mã Thần thánh, khi đó ông là Vua của Hungary, Croatia và Bohemia. Năm 1815, Bang liên Đức thành lập, ông cũng trở thành chủ tịch đầu tiên của nó.
Franz II tiếp tục vai trò lãnh đạo hàng đầu trong các liên minh chống lại Đệ Nhất Đế chế Pháp của Napoléon I trong Chiến tranh Napoléon và gánh chịu một số thất bại sau Trận Austerlitz. Ngày 10/03/1810, con gái ông là Maria Ludovica đã thành hôn với Hoàng đế Napoléon, và đây được xem là thất bại nặng nề nhất của Franz II. Sau khi Napoléon thoái vị sau Chiến tranh Liên minh thứ Sáu, Đế quốc Áo của ông đã tham gia Liên minh Thần thánh tại Đại hội Viên, chủ yếu được điều phối dưới quyền của nhà ngoại giao Klemens von Metternich, cận thần của Franz II. Một bản đồ châu Âu mới được vẽ ra, trong đó phần lớn quyền thống trị của Franz được khôi phục trên các lãnh thổ trước đây mà Quân chủ Habsburg. Chính những thoả thuận liên quan đến "Concert of Europe" đã giúp các cường quốc chống lại khuynh hướng chủ nghĩa dân tộc, điều này khiến Franz bị xem là một nhân vật phản động trong suốt triều đại của mình sau đó.
Các cháu của Franz II bao gồm Napoléon II (con trai hợp pháp duy nhất của Napoléon), Franz Joseph I của Áo, Maximiliano I của Mexico, Maria II của Bồ Đào Nha và Pedro II của Brasil.

## Tiểu sử

### Thời niên thiếu

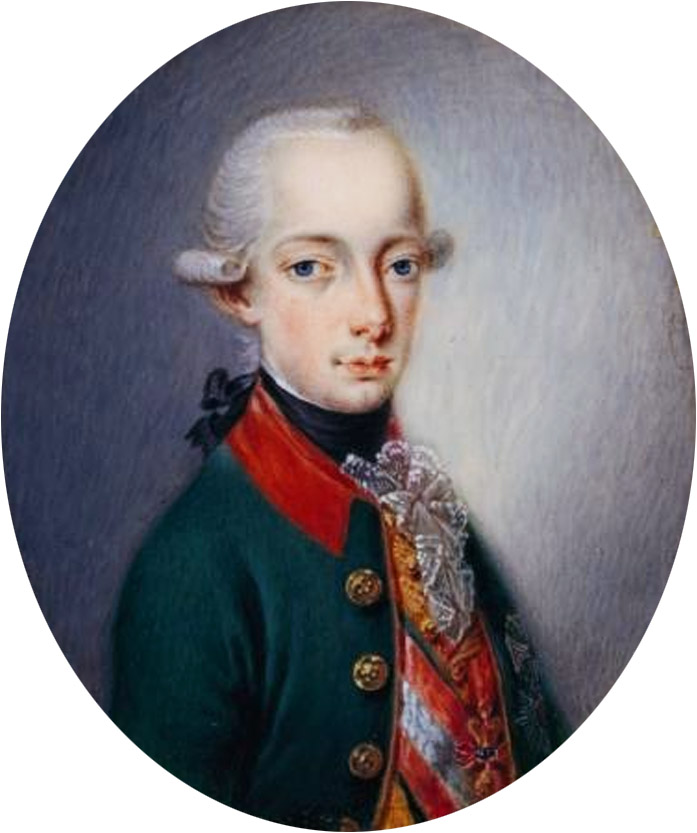
Công tước Franz Joseph Karl, sau này là hoàng đế Franz II.

Công tước Franz Joseph Karl sinh năm 1768 ở Florenz là con trai trưởng của Đại vương công Peter Leopold von Toscana (sau này là hoàng đế Leopold II) và Maria Ludovica, vương nữ Tây Ban Nha, con gái của vua Carlos III.
Ngay từ ban đầu Franz đã được lựa chọn để nối ngôi cha, người được ngôi vua từ anh trai Joseph II, vì Joseph không tái hôn sau khi người vợ thứ hai qua đời và cũng không có con nối ngôi.

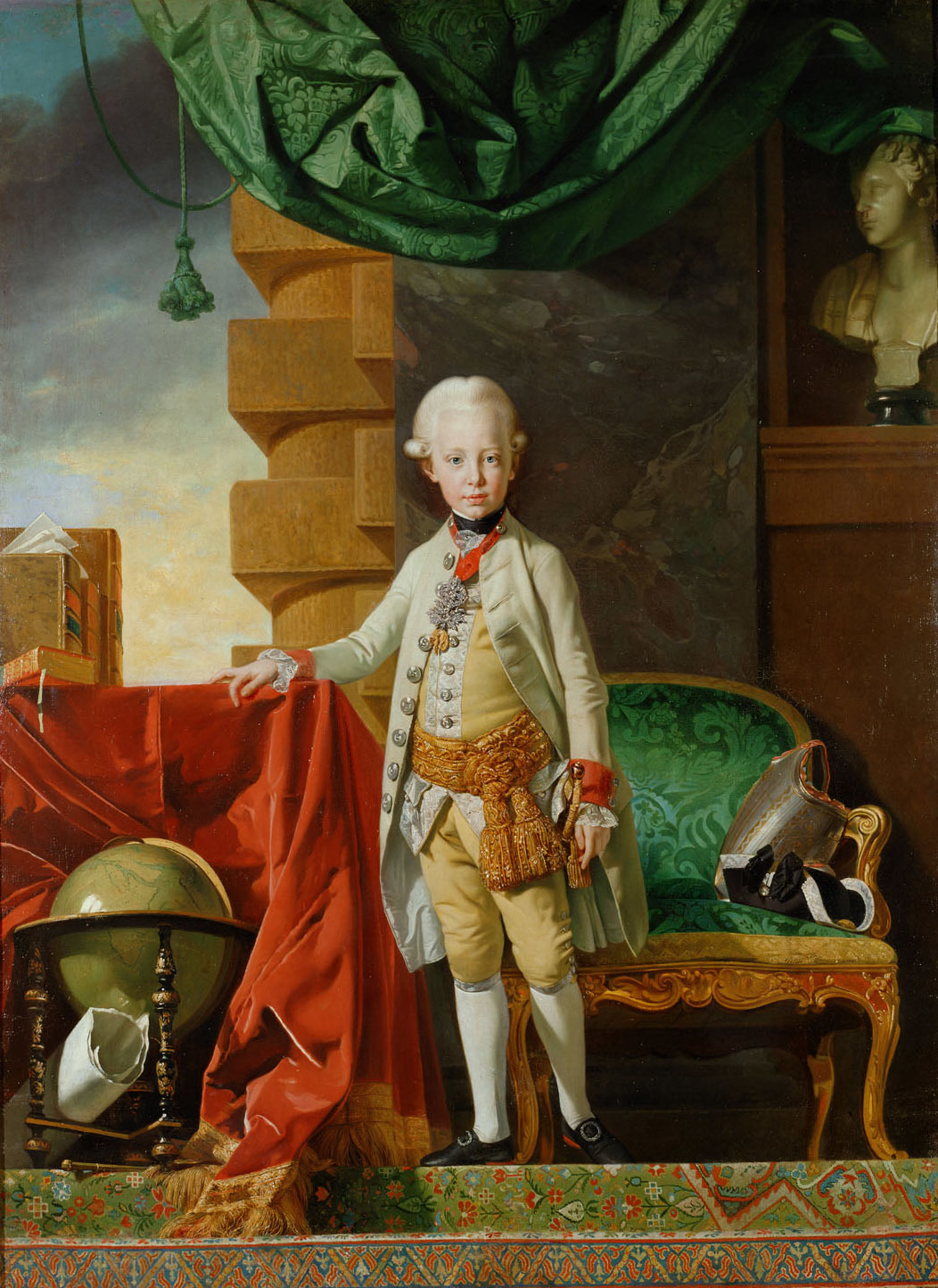
Franz Joseph Karl khi còn nhỏ.

Sau khi Maria Theresia qua đời vào năm 1780, Joseph II đã tới Toscana, mang Franz Joseph Karl, lúc đó 16 tuổi trở về Viên và được giáo dục theo ý muốn của ông. Franz trong một bức thư tự gọi mình là “người học nghề để trở thành hoàng đế“. Người vợ tương lai được lựa cho Franz là Elisabeth xứ Württemberg, cùng một lúc được gởi vào tu viện để được giáo dục thành hoàng hậu trong tương lai.
Vào năm 1784 bác của Franz, hoàng đế Joseph II đòi hỏi, ông phải về Viên để được giáo dục thành tài, đã nêu ra lý do rằng, Franz thuộc đế chế Habsburg chứ không phải thuộc Đại công quốc Toscana, với câu:
| “ | Người ta không thể giải thích một người Áo, người Hungary hay người Böhmen, một người là cùng xứ sở, nếu người đó sinh ra ở Ý và lớn lên ở đó. | ” |

### Vua La Mã Đức cuối cùng

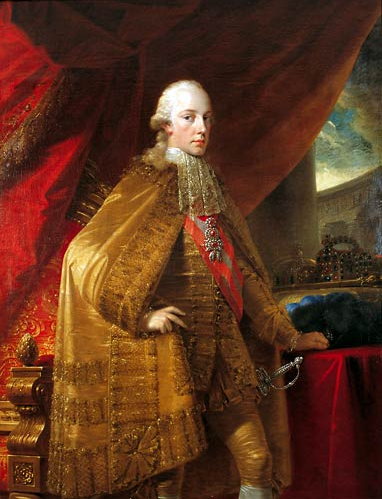
Franz II sau khi được phong làm hoàng đế, 1792

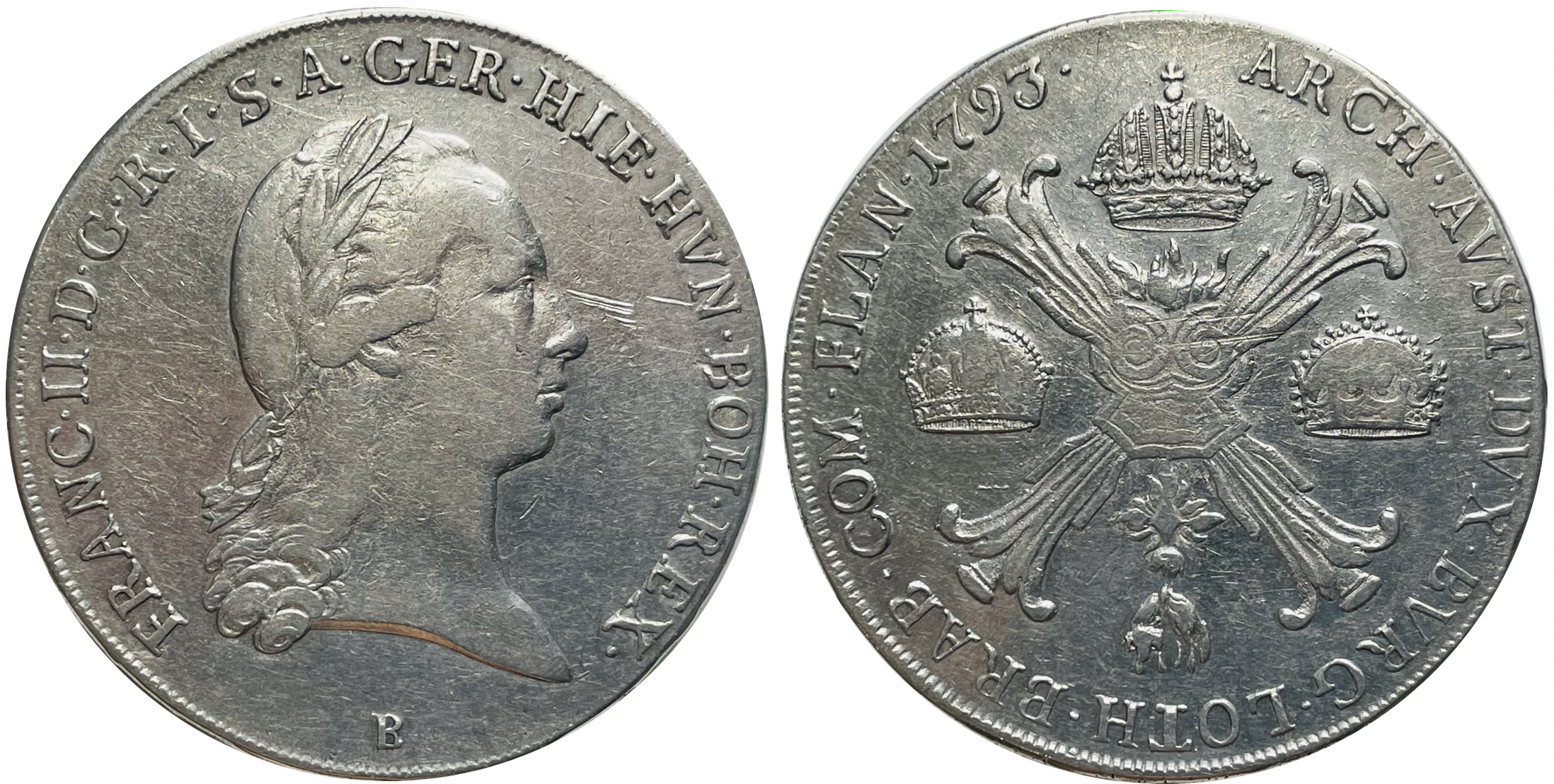
Xu bạc: 1 kronenthaler của Hà Lan Áo, mặt trước là chân dung Franz II khi ông còn giữ ngôi vị Hoàng đế La Mã, đúc năm 1793

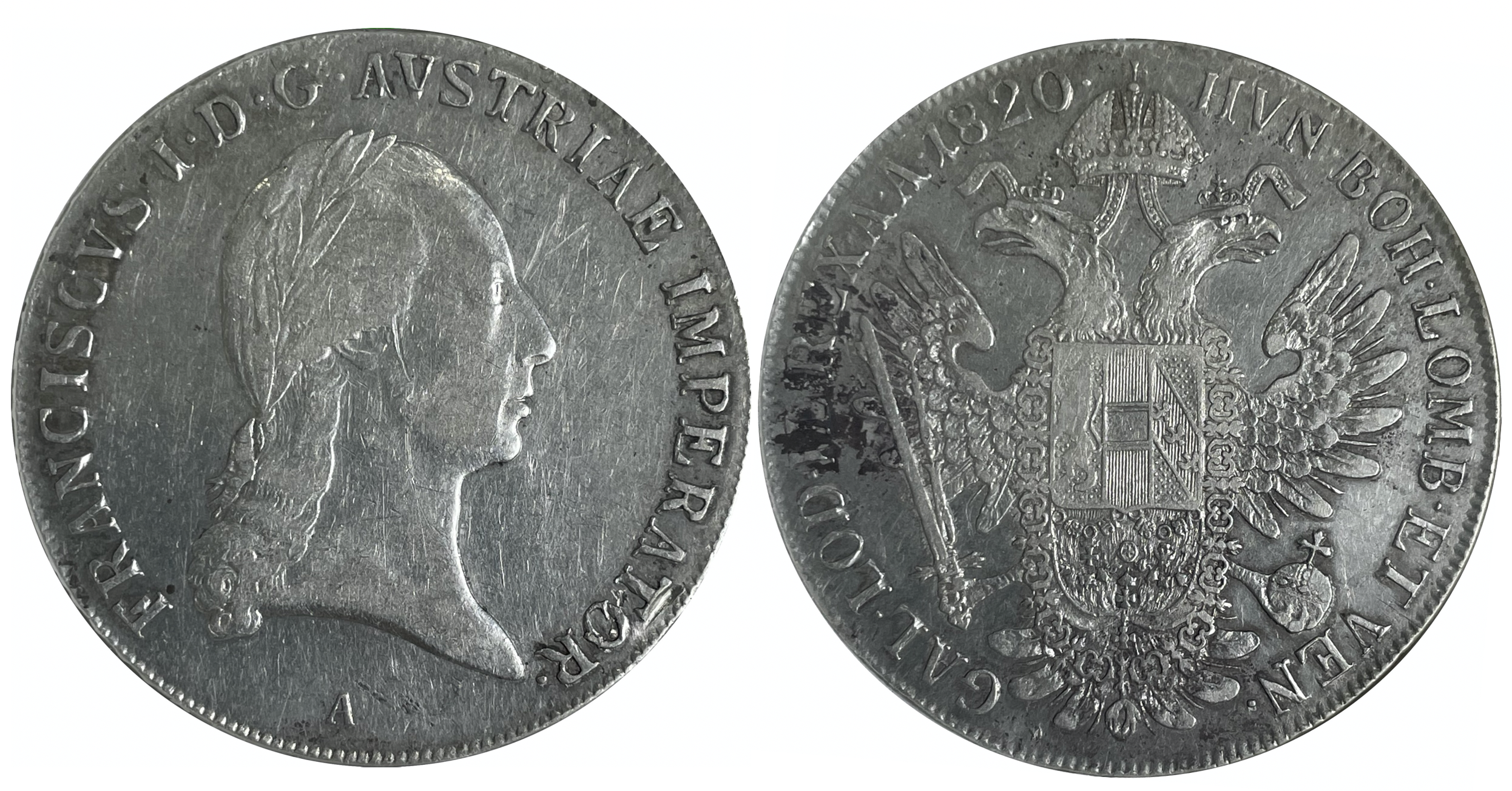
Xu bạc: 1 thaler Đế quốc Áo, với chân dung Franz I của Áo khi ông là Hoàng đế của Đế quốc Áo, đúc năm 1820

Trong cuộc chiến tranh giữa Áo và Phổ (1788–1790), Franz, theo ý muốn của hoàng đế Joseph II, cũng được đưa ra chiến trường. Sau cái qua đời của bác ông, 1790, em của ông ta, cha của Franz, Leopold, trở thành hoàng đế, tuy nhiên Leopold II qua đời 2 năm sau đó vào ngày 1 tháng 3 năm 1792.
Từ đó Franz trở thành vua của Hungary và Bohemia, công tước của nước Áo cũng như nguyên thủ nhiều nước theo luật lệ của nền quân chủ Habsburg. Sau khi ông ta vào ngày 6 tháng 6 ở Ofen được phong làm vua của Hungary, kế tiếp đó, vào ngày 5 tháng 7 ông được bầu làm vua La Mã Đức. Ngày 14 tháng 7 ông được đăng quang lên làm hoàng đế Franz II (vị hoàng đế cuối cùng của đế chế La Mã Thần thánh) ở nhà thờ chính Frankfurt, tiếp theo vào ngày 9 tháng 8 năm 1792 ông được phong làm vua của Bohemia tại Praha.

### Chiến tranh với Napoléon
Vào ngày 20 tháng 4 năm 1792, Pháp đã tuyên chiến với "vua Đức", cuộc chiến mà kéo dài cho tới 1797, đưa tới việc Áo mất vĩnh viễn Hà Lan, nhưng lại được vương quốc co–Venetien.
Cuộc chiến thứ hai (1799–1801) cũng không đưa tới một thắng lợi nào cho Áo; đến cuộc chiến thứ ba (1805) thì Áo lại mất Lombardo–Veneto về tay Pháp.

### 2 Năm với 2 ngai vàng hoàng đế

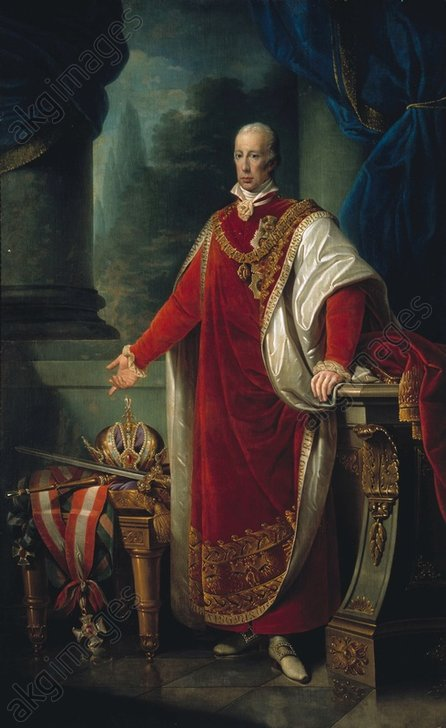
Franz I, được vẽ bởi Giuseppe Tominz, (1821)

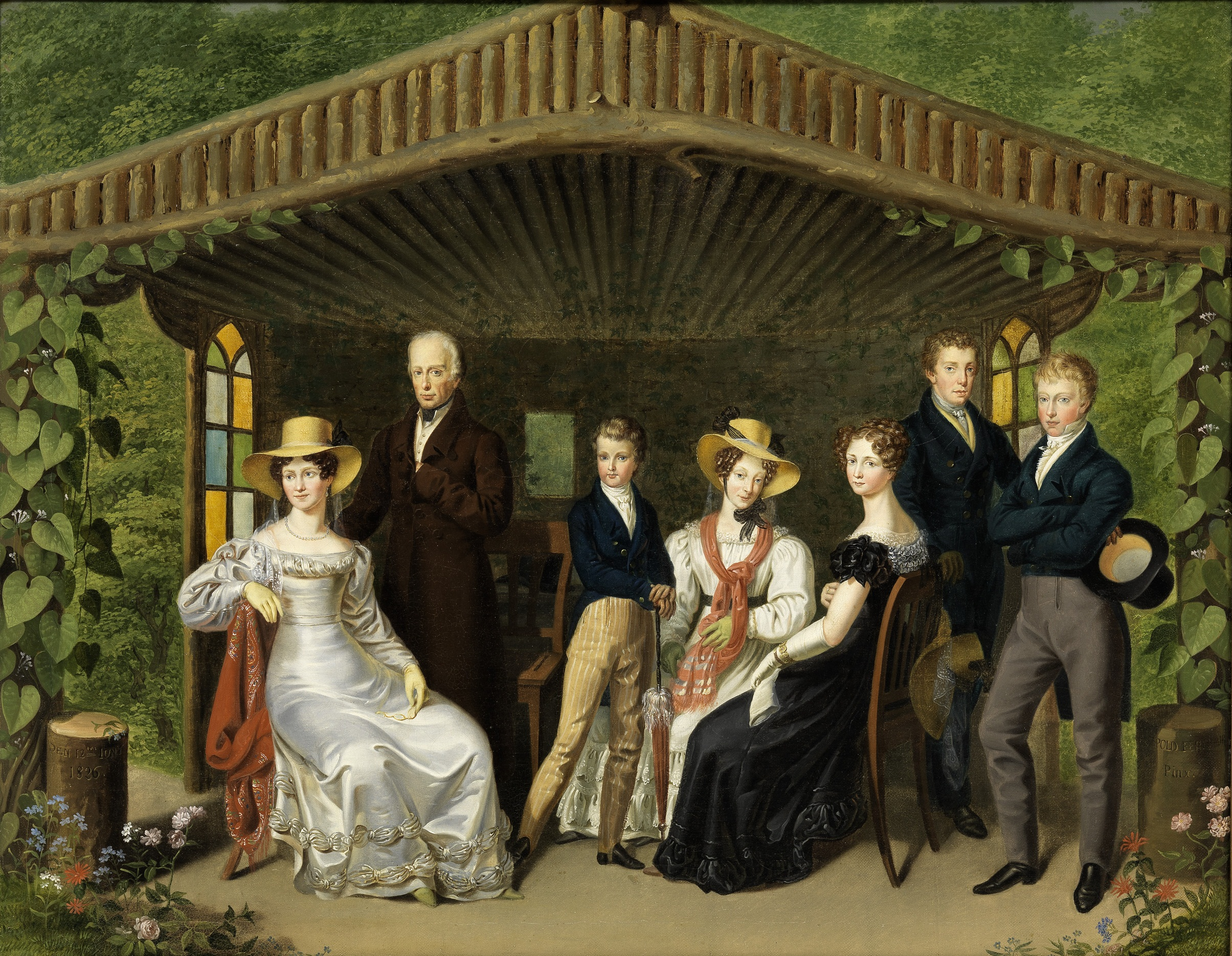
Leopold Fertbauer (1802–1875): Hoàng đế Franz I và gia đình, 1826; bên phải: Thái tử Ferdinand và em trai ông là Franz Karl, cha của hoàng đế Franz Joseph I

Franz II tự công bố vào ngày 11 tháng 8 năm 1804 làm hoàng đế của nước Áo và như vậy đã thành lập đế chế Áo. Mục đích của ông là, giữ chức vị hoàng đế, ngay cả trong trường hợp đế quốc La Mã Thần thánh bị sụp đổ thì ông cũng vẫn ngang hàng với Napoléon I, người mà vào ngày 18 tháng 5 năm 1804 đã tự phong làm hoàng đế cha truyền con nối của Pháp.
Khi mà tự phong hoàng đế Áo Franz II cũng đã tính tới việc, là do luật Reichsdeputationshauptschluss vào năm 1803 đã có những thay đổi trong nhóm người được bầu hoàng đế (tuyển hầu quốc Công giáo Köln và Trier đã mất quyền, những nước theo đạo Tin lành như Baden, Württemberg và Hessen được bổ nhiệm quyền này) có thể người kế vị nhà Habsburg trong trường hợp ông ta qua đời sẽ không được bầu làm hoàng đế đế quốc La Mã Thần thánh nữa.
Mặc dù việc tuyên bố làm hoàng đế không dựa trên một luật lệ căn bản nào ở Áo, cũng như ở đế quốc Áo–Hung, chức tước này đã được các nước khác công nhận sau một thời gian ngắn. Hai năm sau đó – Napoléon đã thành công làm cho đế quốc La Mã Thần thánh trở thành vô nghĩa – Franz II vào ngày 6 tháng 8 năm 1806 đã từ bỏ tước vị hoàng đế đế quốc La Mã Thần thánh. Trong 2 năm này Franz là người duy nhất trong lịch sử thế giới mà đã giữ 2 chức hoàng đế, là Franz II hoàng đế đế quốc La Mã Thần thánh và Franz I hoàng đế Áo.

### Cuộc chiến chống lại Napoléon kế tiếp
Vào ngày 9 tháng 4 năm 1809, hoàng đế Franz I, được sự ủng hộ của Vương quốc Anh, đã khai mạc cuộc chiến Liên minh thứ 5 chống lại Pháp với danh nghĩa giải phóng người Đức. Như vậy Áo đã ủng hộ cuộc nổi dậy cùng lúc ở Tây Ban Nha. Cùng ngày dưới sự lãnh đạo của Andreas Hofer cuộc nổi dậy của Tirol chống lại quân đội Bayern, mà đang liên hiệp với Napoléon, đóng chiếm xứ này từ 1806.
Sau nhiều trận đánh không may mắn cho lắm, đưa tới việc Pháp đánh tới tận Viên, quân đội Áo dưới sự lãnh đạo của công tước Karl đã chiến thắng quân đội Napoléon tại trận chiến gần Aspern bên sông Donau, một thất bại lần đầu tiên của Napoléon, làm lung lay thanh thế bất khả chiến bại của ông ta. Napoléon phải từ bỏ dự định vượt sang bờ phía bắc của sông Donau.
Tuy nhiên hy vọng là có cuộc nổi dậy chung của toàn dân Đức chống lại kẻ thống trị, nhất là có sự tham gia của Phổ, đã không xảy ra. Mặc dù những nhà cấp tiến như Stein, Hardenberg, Scharnhorst, Gneisenau cũng như nhà soạn kịch Heinrich von Kleist đã thúc ép một cách mạnh mẽ ở Berlin, vua Friedrich Wilhelm III đã từ chối. Một cuộc nổi dậy của thiếu tá Ferdinand von Schill đã thất bại vào tháng 5 năm 1809 ở Stralsund.
Quân đội Pháp đã thắng Áo vào ngày 5 và 6 tháng 7 trong trận chiến ở Wagram; chấm dứt cuộc chiến. Franz I hạ bệ bộ trưởng lãnh đạo Johann Philipp von Stadion và thay thế ông ta bằng nhà ngoại giao Klemens Wenzel Lothar von Metternich, lúc đó mới 36 tuổi. Sau hòa ước Schönbrunn với Pháp, Metternich xếp đặt cuộc đám cưới của Napoléon với con gái của Franz là Maria Ludovica.
Những cuộc chiến đấu sau này chống lại Napoléon, mà có sự tham dự của Áo, đã thành công hơn. Franz I vì vậy có thể tổ chức hội nghị Viên 1814 / 1815, qua đó với sự điều khiển của Metternich dưới sự có mặt nhiều vua chúa, lục địa đã thành lập một trật tự mới. Các thế lực bảo thủ, mà đứng đầu là Áo, đã thành lập năm 1815 tại Paris Liên hiệp Thần thánh để bảo vệ trật tự quân chủ mà cho đó là ý muốn của thượng đế.

## Chính sách đối nội
Các sự kiện bạo lực của Cách mạng Pháp đã khắc sâu vào tâm trí của Franz (cũng như tất cả các vị vua châu Âu khác), và ông bắt đầu nghi ngờ chủ nghĩa cấp tiến dưới mọi hình thức. Năm 1794, một âm mưu của "Jacobin" đã bị phát hiện trong quân đội Áo và Hungary. Các nhà lãnh đạo đã bị đưa ra xét xử, nhưng các bản án chỉ gói gọn phạm vi là một âm mưu. Em trai của Franz là Franz Alexander Leopold (lúc đó là Palatine của Hungary) đã viết thư cho Hoàng đế thừa nhận rằng "Mặc dù chúng tôi đã bắt được rất nhiều thủ phạm, nhưng chúng tôi vẫn chưa thực sự đi đến tận cùng của công việc này." Tuy nhiên, hai sĩ quan có liên quan lớn nhất đến âm mưu đã bị treo cổ, trong khi nhiều người khác bị kết án tù (nhiều người trong số họ đã qua đời vì nhiều lý do).
Từ kinh nghiệm của mình, Franz đã nghi ngờ và thiết lập một mạng lưới cảnh sát gián điệp và kiểm duyệt rộng khắp để theo dõi những người bất đồng chính kiến (trong việc này, ông đã làm theo sự lãnh đạo của cha mình, vì Đại công quốc Toscana có lực lượng cảnh sát mật hiệu quả nhất tại châu Âu). Ngay cả gia đình Franz cũng không thoát khỏi sự chú ý. Anh em của ông là Đại vương công Karl và Johann đều bị theo dõi các cuộc họp và hoạt động. Kiểm duyệt cũng trở nên phổ biến khi Franz Grillparzer, một người tôn sùng nhà Habsburg đã có một vở kịch bị cấm chỉ vì biện pháp "phòng ngừa". Khi Grillparzer gặp người chịu trách nhiệm kiểm duyệt, ông đặt câu hỏi điều gì đã khiến tác phẩm của mình bị cấm, nhưng chỉ nhận được câu trả lời từ người kiểm duyệt: "Ồ, không có gì cả. Nhưng ta tự nghĩ rằng: Người ta không bao giờ nói được."
Trong các vấn đề quân sự, Franz đã cho phép em trai là Đại vương công Karl kiểm soát rộng rãi quân đội trong các cuộc chiến tranh Napoléon. Tuy nhiên, không tin tưởng vào việc cho phép bất kỳ cá nhân nào có quá nhiều quyền lực, mặt khác, ông vẫn duy trì sự phân chia chức năng chỉ huy giữa Hofkriegsrat và các chỉ huy chiến trường của mình. Trong những năm cuối của triều đại, ông đã hạn chế chi tiêu quân sự, yêu cầu không vượt quá 40 triệu florin mỗi năm; vì lạm phát, điều này dẫn đến không đủ kinh phí, với phần ngân sách dành cho quân đội giảm từ một nửa vào năm 1817 xuống chỉ còn 23% vào năm 1830.
Franz thể hiện mình là một vị vua cởi mở và dễ gần, khi ông thường dành hai buổi sáng mỗi tuần để gặp gỡ thần dân, bất kể địa vị, theo lịch hẹn tại văn phòng của mình, thậm chí còn nói chuyện bằng ngôn ngữ của họ. Năm 1804, ông không ngần ngại tuyên bố rằng thông qua quyền lực của mình với tư cách là Hoàng đế La Mã Thần thánh, ông tuyên bố mình hiện là Hoàng đế của Áo (vào thời điểm đó, một đây là thuật ngữ địa lý ít được biết đến). Hai năm sau, đích thân Franz đã thành lập Quốc gia Đức trong Đế chế La Mã Thần thánh đang hấp hối. Cả hai hành động đều có tính hợp pháp đáng ngờ.
Để tăng thêm tình cảm yêu nước trong cuộc chiến tranh với Pháp, bài quốc ca "Gott erhalte Franz den Kaiser" được sáng tác vào năm 1797 bởi Joseph Haydn, được xem như một bài thánh ca. Lời bài hát đã được chuyển thể cho các Hoàng đế sau này và âm nhạc tồn tại với tên gọi Deutschlandlied.

## Những năm cuối đời

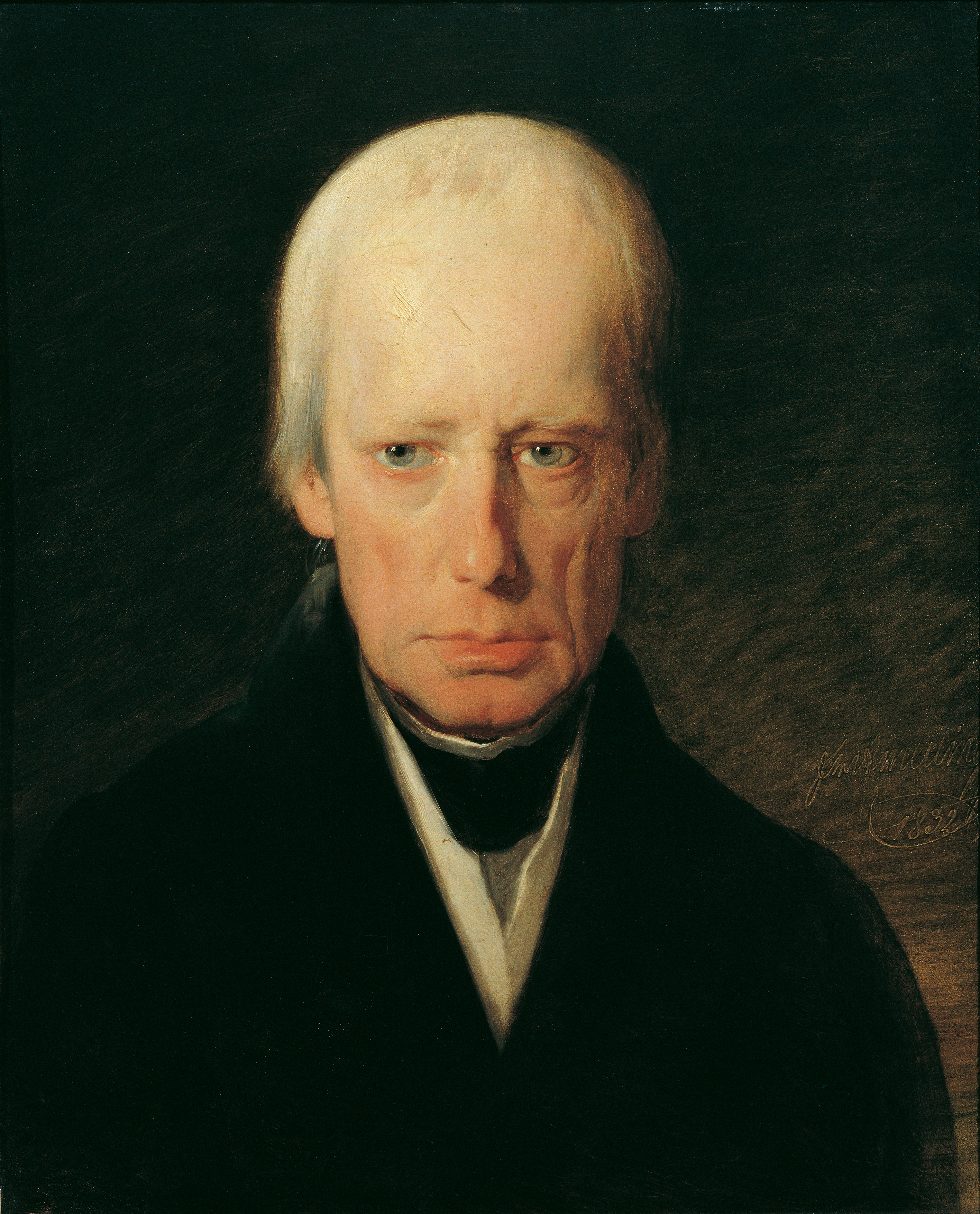
Chân dung của Franz I khi về già, được vẽ bởi Friedrich von Amerling, k. 1832

Vào ngày 2 tháng 3 năm 1835, 43 năm và 1 ngày sau cái qua đời của cha mình, Franz qua đời ở thủ đô Viên vì một cơn sốt đột ngột ở tuổi 67, trước sự chứng kiến của nhiều người trong gia đình và với tất cả những nghi thức tôn giáo. Tang lễ của ông rất hoành tráng, thần dân ở Viên kính cẩn đi qua quan tài của ông trong nhà nguyện của Cung điện Hofburg trong ba ngày. Franz được an táng tại nơi an nghỉ truyền thống của các vị vua thuộc Vương tộc Habsburg, Hầm mộ Hoàng gia Kapuziner tại Quảng trường Neue Markt, Viên. Ông được chôn cất tại ngôi mộ số 57, xung quanh là bốn người vợ của ông.
Franz đã thông qua một điểm chính trong di chúc chính trị mà ông để lại cho con trai và người thừa kế Ferdinand: "giữ gìn sự đoàn kết trong gia tộc và coi đó là một trong những điều tốt đẹp nhất." Trong nhiều bức chân dung (đặc biệt là những bức do Peter Fendi vẽ), ông được miêu tả là một người đứng đầu gia tộc, nhận được sự yêu thương của mọi người, luôn được bao quanh bởi con cháu.

## Hôn nhân
Franz II kết hôn bốn lần:
1. Ngày 6 tháng 1 năm 1788, kết hôn với Elisabeth xứ Württemberg (21 tháng 4 năm 1767 – 18 tháng 2 năm 1790).
2. Ngày 15 tháng 9 năm 1790, kết hôn với người em họ đời đầu là Maria Teresa của Napoli và Sicilia (6 tháng 6 năm 1772 – 13 tháng 4 năm 1807), con gái của Vua Ferdinando I của Hai Sicilie (cả hai đều là cháu của Hoàng hậu Maria Theresia của Áo), ông có mười hai người con, trong đó chỉ có bảy người sống đến tuổi trưởng thành.
3. Ngày 6 tháng 1 năm 1808, ông kết hôn lần nữa với một người em họ khác, Maria Ludovika của Áo–Este (14 tháng 12 năm 1787 – 7 tháng 4 năm 1816), không để lại hậu duệ. Cô là con gái của Đại vương công Ferdinand của Áo–Este và Maria Beatrice d'Este, Công nữ Modena.
4. Ngày 29 tháng 10 năm 1816, kết hôn với Karoline Charlotte Auguste của Bayern (8 tháng 2 năm 1792 – 9 tháng 2 năm 1873) không để lại người thừa kế. Cô là con gái của Maximilian I Joseph của Bayern và trước đó đã kết hôn với Wilhelm I của Württemberg.

## Con cái
Franz có một con gái với người vợ đầu tiên và 8 người con gái và 4 con trai với người vợ thứ 2.
| Tên                                            | Ảnh | Sinh                 | Mất                                | Chú thích |
| ---------------------------------------------- | --- | -------------------- | ---------------------------------- | --- |
| Cuộc hôn nhân với Elisabeth xứ Württemberg     |     |                      |                                    | |
| Nữ Đại vương công Ludovika Elisabeth           |     | 18 tháng 2 năm 1790  | 24 tháng 6 năm 1791 (1 tuổi)       | Qua đời khi còn nhỏ và được chôn cất tại Hầm mộ hoàng gia, Viên, Áo. |
| Cuộc hôn nhân với Maria Teresa của Hai Sicilie |     |                      |                                    | |
| Nữ Đại vương công Maria Ludovica               |     | 12 tháng 12 năm 1791 | 17 tháng 12 năm 1847 (56 tuổi)     | Kết hôn lần đầu với Napoléon Bonaparte, có con cái, kết hôn lần thứ hai với Adam, Bá tước xứ Neipperg, có con cái, kết hôn lần thứ ba với Charles, Bá tước xứ Bombelles, không có con cái.    |
| Hoàng đế Ferdinand I                           |     | 19 tháng 4 năm 1793  | 29 tháng 6 năm 1875 (82 tuổi)      | Đã kết hôn Maria Anna của Savoia, Vương nữ Sardegna, không có con cái. |
| Nữ Đại vương công Marie Caroline               |     | 8 tháng 6 năm 1794   | 16 tháng 3 năm 1795 (9 tháng tuổi) | Qua đời khi còn nhỏ. |
| Nữ Đại vương công Caroline Ludovika            |     | 22 tháng 12 năm 1795 | 30 tháng 6 năm 1797 (1 tuổi)       | Qua đời khi còn nhỏ. |
| Nữ Đại vương công Karoline Josepha Leopoldine  |     | 22 tháng 1 năm 1797  | 11 tháng 12 năm 1826 (29 tuổi)     | Đổi tên thành Maria Leopoldina sau khi kết hôn; đã kết hôn với Pedro I của Brasil (hay còn gọi là Pedro IV của Bồ Đào Nha); có 2 người con là Maria II của Bồ Đào Nha và Pedro II của Brasil. |
| Nữ Đại vương công Maria Klementina             |     | 1 tháng 3 năm 1798   | 3 tháng 9 năm 1881 (83 tuổi)       | Kết hôn với Leopold, Thân vương xứ Salerno, có con cái. |
| Đại vương công Joseph Franz Leopold            |     | 9 tháng 4 năm 1799   | 30 tháng 6 năm 1807 (8 tuổi)       | Qua đời khi mới 8 tuổi. |
| Nữ Đại vương công Maria Karolina               |     | 8 tháng 4 năm 1801   | 22 tháng 5 năm 1832 (31 tuổi)      | Kết hôn với Thái tử (sau này là Vua) Friedrich August II của Sachsen, không có con cái. |
| Đại vương công Franz Karl                      |     | 17 tháng 12 năm 1802 | 8 tháng 3 năm 1878 (75 tuổi)       | Kết hôn với Công chúa Sophie xứ Bayern; có 2 con trai, gồm có Franz Joseph I của Áo và Maximiliano I của México.                                                                              |
| Nữ Đại vương công Maria Anna                   |     | 8 tháng 6 năm 1804   | 28 tháng 12 năm 1858 (54 tuổi)     | Sinh ra bị thiểu năng trí tuệ (giống như anh cả là Hoàng đế Ferdinand I) và bị biến dạng khuôn mặt nghiêm trọng. Qua đời khi chưa lập gia đình.                                               |
| Đại vương công Johann Nepomuk                  |     | 30 tháng 8 năm 1805  | 19 tháng 2 năm 1809 (3 tuổi)       | Qua đời khi còn nhỏ. |
| Nữ Đại vương công Amalie Theresia              |     | 6 tháng 4 năm 1807   | 9 tháng 4 năm 1807 (3 ngày tuổi)   | Qua đời khi còn nhỏ. |

## Tước hiệu, danh hiệu và huy hiệu

### Huy hiệu
|                                                           |                                                            |                                               |                                                              |
| Huy hiệu ở giữa của Hoàng đế La Mã Thần thánh (1792–1804) | Huy hiệu lớn hơn của Hoàng đế La Mã Thần thánh (1792–1804) | Huy hiệu lớn hơn (Biến thể khiên) (1792–1804) | Huy hiệu lớn hơn (Biến thể khiên với hỗ trợ vật) (1792–1804) |

|                                                                          |                                                                           |                                              |                                             |
| Huy hiệu ở giữa của Hoàng đế La Mã Thần thánh và Hoàng đế Áo (1804–1806) | Huy hiệu lớn hơn của Hoàng đế La Mã Thần thánh và Hoàng đế Áo (1804–1806) | Huy hiệu nhỏ hơn của Hoàng đế Áo (1815–1835) | Huy hiệu ở giữa của Hoàng đế Áo (1815–1835) |

## Phả hệ
| \| \| \| \| \| \| \| \| \| \| \| 8. Leopold, Công tước xứ Lothringen \| \| \| \| \| \| \| \| \| \| \| \| \| \| \| \| \| \| \| \| \| \| \| \| \| \| \| \| \| \| \| \| \| \| \| \| \| \| \| \| \| \| \| \| \| \| \| \| \| \| \| 4. Franz I của Thánh chế La Mã \| \| \| \| \| \| \| \| \| \| \| \| \| \| \| \| \| \| \| \| \| \| \| \| \| \| \| \| \| \| \| \| \| \| \| \| \| \| \| \| \| \| \| \| \| \| \| \| \| \| \| \| \| \| \| \| \| \| \| \| 9. Élisabeth Charlotte của Orléans \| \| \| \| \| \| \| \| \| \| \| \| \| \| \| \| \| \| \| \| \| \| \| \| \| \| \| \| \| \| \| \| \| \| \| \| \| \| \| \| \| \| \| \| \| \| \| \| \| \| \| \| \| \| \| \| \| \| \| \| 2. Leopold II của Thánh chế La Mã \| \| \| \| \| \| \| \| \| \| \| \| \| \| \| \| \| \| \| \| \| \| \| \| \| \| \| \| \| \| \| \| \| \| \| \| \| \| \| \| \| \| \| \| \| \| \| \| \| \| \| \| \| \| \| \| \| \| \| \| 10. Karl VI của Thánh chế La Mã \| \| \| \| \| \| \| \| \| \| \| \| \| \| \| \| \| \| \| \| \| \| \| \| \| \| \| \| \| \| \| \| \| \| \| \| \| \| \| \| \| \| \| \| \| \| \| \| \| \| \| \| \| \| \| \| \| \| \| \| 5. Maria Theresia của Áo \| \| \| \| \| \| \| \| \| \| \| \| \| \| \| \| \| \| \| \| \| \| \| \| \| \| \| \| \| \| \| \| \| \| \| \| \| \| \| \| \| \| \| \| \| \| \| \| \| \| \| \| \| \| \| \| \| \| \| \| 11. Elisabeth Christine xứ Braunschweig-Wolfenbüttel \| \| \| \| \| \| \| \| \| \| \| \| \| \| \| \| \| \| \| \| \| \| \| \| \| \| \| \| \| \| \| \| \| \| \| \| \| \| \| \| \| \| \| \| \| \| \| \| \| \| \| \| \| \| \| \| \| \| \| \| 1. Franz II của Thánh chế La Mã \| \| \| \| \| \| \| \| \| \| \| \| \| \| \| \| \| \| \| \| \| \| \| \| \| \| \| \| \| \| \| \| \| \| \| \| \| \| \| \| \| \| \| \| \| \| \| \| \| \| \| \| \| \| \| \| \| \| \| \| 12. Felipe V của Tây Ban Nha \| \| \| \| \| \| \| \| \| \| \| \| \| \| \| \| \| \| \| \| \| \| \| \| \| \| \| \| \| \| \| \| \| \| \| \| \| \| \| \| \| \| \| \| \| \| \| \| \| \| \| \| \| \| \| \| \| \| \| \| 6. Carlos III của Tây Ban Nha \| \| \| \| \| \| \| \| \| \| \| \| \| \| \| \| \| \| \| \| \| \| \| \| \| \| \| \| \| \| \| \| \| \| \| \| \| \| \| \| \| \| \| \| \| \| \| \| \| \| \| \| \| \| \| \| \| \| \| \| 13. Elisabetta Farnese \| \| \| \| \| \| \| \| \| \| \| \| \| \| \| \| \| \| \| \| \| \| \| \| \| \| \| \| \| \| \| \| \| \| \| \| \| \| \| \| \| \| \| \| \| \| \| \| \| \| \| \| \| \| \| \| \| \| \| \| 3. María Luisa của Tây Ban Nha \| \| \| \| \| \| \| \| \| \| \| \| \| \| \| \| \| \| \| \| \| \| \| \| \| \| \| \| \| \| \| \| \| \| \| \| \| \| \| \| \| \| \| \| \| \| \| \| \| \| \| \| \| \| \| \| \| \| \| \| 14. August III của Ba Lan \| \| \| \| \| \| \| \| \| \| \| \| \| \| \| \| \| \| \| \| \| \| \| \| \| \| \| \| \| \| \| \| \| \| \| \| \| \| \| \| \| \| \| \| \| \| \| \| \| \| \| \| \| \| \| \| \| \| \| \| 7. Maria Amalia của Ba Lan \| \| \| \| \| \| \| \| \| \| \| \| \| \| \| \| \| \| \| \| \| \| \| \| \| \| \| \| \| \| \| \| \| \| \| \| \| \| \| \| \| \| \| \| \| \| \| \| \| \| \| \| \| \| \| \| \| \| \| \| 15. Maria Josepha Benedikta của Áo \| \| \| \| \| \| \| \| \| \| \| \| \| \| \| \| \| \| \| \| \| \| \| \| \| \| \| \| \| \| \| \| \| \| \| \| \| \| \| \| \| \| \| |                                                      |  |  |  |  |  |  |  |  |                                     |  |  |  |
| |                                                      |  |  |  |  |  |  |  |  | 8. Leopold, Công tước xứ Lothringen |  |  |  |
| |                                                      |  |  |  |  |  |  |  |  |                                     |  |  |  |
| |                                                      |  |  |  |  |  |  |  |  |                                     |  |  |  |
| |                                                      |  |  |  |  |  |  |  |  |                                     |  |  |  |
| | 4. Franz I của Thánh chế La Mã                       |  |  |  |  |  |  |  |  |                                     |  |  |  |
| |                                                      |  |  |  |  |  |  |  |  |                                     |  |  |  |
| |                                                      |  |  |  |  |  |  |  |  |                                     |  |  |  |
| |                                                      |  |  |  |  |  |  |  |  |                                     |  |  |  |
| | 9. Élisabeth Charlotte của Orléans                   |  |  |  |  |  |  |  |  |                                     |  |  |  |
| |                                                      |  |  |  |  |  |  |  |  |                                     |  |  |  |
| |                                                      |  |  |  |  |  |  |  |  |                                     |  |  |  |
| |                                                      |  |  |  |  |  |  |  |  |                                     |  |  |  |
| | 2. Leopold II của Thánh chế La Mã                    |  |  |  |  |  |  |  |  |                                     |  |  |  |
| |                                                      |  |  |  |  |  |  |  |  |                                     |  |  |  |
| |                                                      |  |  |  |  |  |  |  |  |                                     |  |  |  |
| |                                                      |  |  |  |  |  |  |  |  |                                     |  |  |  |
| | 10. Karl VI của Thánh chế La Mã                      |  |  |  |  |  |  |  |  |                                     |  |  |  |
| |                                                      |  |  |  |  |  |  |  |  |                                     |  |  |  |
| |                                                      |  |  |  |  |  |  |  |  |                                     |  |  |  |
| |                                                      |  |  |  |  |  |  |  |  |                                     |  |  |  |
| | 5. Maria Theresia của Áo                             |  |  |  |  |  |  |  |  |                                     |  |  |  |
| |                                                      |  |  |  |  |  |  |  |  |                                     |  |  |  |
| |                                                      |  |  |  |  |  |  |  |  |                                     |  |  |  |
| |                                                      |  |  |  |  |  |  |  |  |                                     |  |  |  |
| | 11. Elisabeth Christine xứ Braunschweig-Wolfenbüttel |  |  |  |  |  |  |  |  |                                     |  |  |  |
| |                                                      |  |  |  |  |  |  |  |  |                                     |  |  |  |
| |                                                      |  |  |  |  |  |  |  |  |                                     |  |  |  |
| |                                                      |  |  |  |  |  |  |  |  |                                     |  |  |  |
| | 1. Franz II của Thánh chế La Mã                      |  |  |  |  |  |  |  |  |                                     |  |  |  |
| |                                                      |  |  |  |  |  |  |  |  |                                     |  |  |  |
| |                                                      |  |  |  |  |  |  |  |  |                                     |  |  |  |
| |                                                      |  |  |  |  |  |  |  |  |                                     |  |  |  |
| | 12. Felipe V của Tây Ban Nha                         |  |  |  |  |  |  |  |  |                                     |  |  |  |
| |                                                      |  |  |  |  |  |  |  |  |                                     |  |  |  |
| |                                                      |  |  |  |  |  |  |  |  |                                     |  |  |  |
| |                                                      |  |  |  |  |  |  |  |  |                                     |  |  |  |
| | 6. Carlos III của Tây Ban Nha                        |  |  |  |  |  |  |  |  |                                     |  |  |  |
| |                                                      |  |  |  |  |  |  |  |  |                                     |  |  |  |
| |                                                      |  |  |  |  |  |  |  |  |                                     |  |  |  |
| |                                                      |  |  |  |  |  |  |  |  |                                     |  |  |  |
| | 13. Elisabetta Farnese                               |  |  |  |  |  |  |  |  |                                     |  |  |  |
| |                                                      |  |  |  |  |  |  |  |  |                                     |  |  |  |
| |                                                      |  |  |  |  |  |  |  |  |                                     |  |  |  |
| |                                                      |  |  |  |  |  |  |  |  |                                     |  |  |  |
| | 3. María Luisa của Tây Ban Nha                       |  |  |  |  |  |  |  |  |                                     |  |  |  |
| |                                                      |  |  |  |  |  |  |  |  |                                     |  |  |  |
| |                                                      |  |  |  |  |  |  |  |  |                                     |  |  |  |
| |                                                      |  |  |  |  |  |  |  |  |                                     |  |  |  |
| | 14. August III của Ba Lan                            |  |  |  |  |  |  |  |  |                                     |  |  |  |
| |                                                      |  |  |  |  |  |  |  |  |                                     |  |  |  |
| |                                                      |  |  |  |  |  |  |  |  |                                     |  |  |  |
| |                                                      |  |  |  |  |  |  |  |  |                                     |  |  |  |
| | 7. Maria Amalia của Ba Lan                           |  |  |  |  |  |  |  |  |                                     |  |  |  |
| |                                                      |  |  |  |  |  |  |  |  |                                     |  |  |  |
| |                                                      |  |  |  |  |  |  |  |  |                                     |  |  |  |
| |                                                      |  |  |  |  |  |  |  |  |                                     |  |  |  |
| | 15. Maria Josepha Benedikta của Áo                   |  |  |  |  |  |  |  |  |                                     |  |  |  |
| |                                                      |  |  |  |  |  |  |  |  |                                     |  |  |  |
| |                                                      |  |  |  |  |  |  |  |  |                                     |  |  |  |